# Francisco Dória
Francisco Antônio de Moraes Accioli Dória (Rio de Janeiro, 18 de novembro de 1945), mais conhecido como Francisco Dória, é um matemático, filósofo e genealogista brasileiro.
Francisco Antônio Dória obteve um mestrado em engenharia química na Universidade Federal do Rio de Janeiro (UFRJ) em 1968, com um doutorado no Centro Brasileiro de Pesquisas Físicas (CBPF) em 1977, orientado por Leopoldo Nachbin. Na mesma UFRJ onde se formou, é professor titular (catedrático) desde 1985 e professor emérito desde 2003.
É membro da Academia Brasileira de Filosofia, membro correspondente da Academia Hispano-Belga de História, da Academia de Letras e Artes de Portugal e membro titular do Colégio Brasileiro de Genealogia.

## Publicações
- J.Acacio de Barros and Décio Krause (eds), A True Polymath - A Tribute to Francisco Antonio Doria, College Publications. Londres, 2020.
- N. C. A. da Costa and F. A. Dória, ``Undecidability and incompleteness in classical mechanics, Int. J. Theor. Physics vol. 30, pp. 1041-1073 (1991) Proves that chaos theory is undecidable and, if axiomatized within set theory, incomplete in the sense of Gödel.
- N. C. A. da Costa and F. A. Dória, ``An undecidable Hopf bifurcation with an undecidable fixed point, Int. J. Theor. Physics vol. 33, pp. 1885-1903 (1994). Settles a question raised by V. I. Arnold in the list of problems drawn up at the 1974 American Mathematical Society Symposium on the Hilbert Problems: is the stability problem for stationary points algorithmically decidable?
- I. Stewart, ``Deciding the undecidable, Nature vol. 352, pp. 664-665 (1991).
- I. Stewart, From Here to Infinity, Oxford (1996). Comments on the undecidability proof for chaos theory.
- J. Barrow, Impossibility - The Limits of Science and the Science of Limits, Oxford (1998). Describes the solution of Arnold's stability problem.
- S. Smale, ``Problem 14: Lorenz attractor, in V. I. Arnold et al., Mathematics, Frontiers and Perspectives, pp. 285-286, AMS and IMU (2000). Summarizes the obstruction to decidability in chaos theory described by da Costa and Dória.
- F. A. Dória and J. F. Costa, ``Special issue on hypercomputation, Applied Mathematics and Computation vol. 178 (2006).
- N. C. A. da Costa and F. A. Dória, ``Consequences of an exotic formulation for P = NP, Applied Mathematics and Computation vol. 145, pp. 655-665 (2003) and vol. 172, pp. 1364-1367 (2006). The criticisms to the da Costa-Dória approach appear in the references in those papers.
- N. C. A. da Costa, F. A. Dória and E. Bir, ``On the metamathematics of the P vs. NP question, to be published in Applied Mathematics and Computation (2007). Reviews the evidence for a conjectured consistency of P = NP with some strong axiomatic theory.
- A. Syropoulos, Hypercomputation: Computing Beyond the Church-Turing Barrier, Springer (2008). Describes the contribution to hypercomputation theories by da Costa and Dória, and sketches their contribution to the P = NP problem.